# Ministero dell'economia nazionale
Il Ministero dell'economia nazionale è stato un dicastero del Regno d'Italia, con competenza sull'amministrazione dell'agricoltura, dell'industria, del commercio e del lavoro. Istituito nel 1923 dalla riunione del Ministero dell'industria, del commercio e del lavoro e del Ministero dell'agricoltura, venne soppresso nel 1929 e le sue attribuzioni suddivise tra il Ministero dell'agricoltura e delle foreste e il Ministero delle corporazioni.

## Storia
Il Ministero dell'economia nazionale fu istituito il 5 luglio 1923, con l’obiettivo di unificare le competenze precedentemente distribuite tra il Ministero dell'agricoltura e il Ministero dell'industria, del commercio e del lavoro, mentre la sua struttura venne definita tra il settembre e il dicembre 1923. Le principali direzioni generali includevano l'agricoltura, le foreste e i demani, il lavoro e la previdenza sociale, il commercio e la politica economica, e la statistica. A supporto delle attività ministeriali venne istituito il Consiglio superiore dell'economia nazionale, articolato in tre sezioni: agricoltura e foreste, industria e commercio, credito e assicurazioni.
Nel 1924, significative riorganizzazioni interessarono l'Ispettorato generale del credito agrario, trasferito all'Ispettorato generale del credito e delle assicurazioni private. Inoltre, furono istituiti nuovi uffici per l'ispezione degli istituti di credito e per la gestione delle risorse petrolifere. Nel 1925, l'Ispettorato generale del bonificamento e del credito agrario fu soppresso e sostituito dall'Ispettorato generale della pesca, mentre il settore delle foreste e demani subì un primo processo di riorganizzazione con l'istituzione del Comando generale della Milizia nazionale forestale nel 1926.
Nel 1926, il Ministero dell'Economia Nazionale fu oggetto di un'ulteriore ristrutturazione che portò alla nascita di nuove direzioni generali e all'accorpamento di servizi esistenti. L'Istituto Centrale di Statistica venne istituito il 9 luglio 1926, decretando la soppressione della Direzione generale della Statistica. Successivamente il 17 febbraio 1927 venne soppressa la Direzione generale delle foreste e demani, sostituita dall'Azienda delle Foreste Demaniali, dotata di personalità giuridica autonoma.
Il 12 settembre 1929 ministero dell'economia nazionale fu trasformato nel Ministero dell'Agricoltura e Foreste. I settori del commercio, dell'industria, del lavoro e della previdenza sociale furono trasferite al Ministero delle Corporazioni, mentre le funzioni relative all'agricoltura, alle foreste e alla pesca rimasero sotto la giurisdizione del Ministero dell'Agricoltura e Foreste.